# Villa Ascasubi
Villa Ascasubi é um município da província de Córdova, na Argentina.